# Simulium multiclavulatum
Simulium multiclavulatum är en tvåvingeart som beskrevs av Fain, Elsen och Félix Dujardin 1989. Simulium multiclavulatum ingår i släktet Simulium och familjen knott.
Artens utbredningsområde är Kongo. Inga underarter finns listade i Catalogue of Life.